# Psychotria sodiroi
Psychotria sodiroi är en måreväxtart som beskrevs av Paul Carpenter Standley. Psychotria sodiroi ingår i släktet Psychotria och familjen måreväxter. Inga underarter finns listade i Catalogue of Life.